# Московска компания
Московската компания (на английски: Muscovy Company; на руски: Московская компания), наричана още Руска компания или Московска търговска компания, е английска търговска компания, създадена за търговия с Русия през 1551 година.

Тя е първата голяма акционерна търговска фирма в Англия, предшественик на организациите, които процъфтяват малко по-късно и се свързват с известни имена като Хенри Хъдсън и Уилям Бафин. Московската компания има монопол върху търговията между Англия и Русия до 1698 г. и продължава да функционира до Руската революция през 1917 година.

## Създаване
Предшественик на Московската компания е Компанията на търговците авантюристи (Company of Merchant Adventurers; пълно име: Mystery and Company of Merchant Adventurers for the Discovery of Regions, Dominions, Islands, and Places unknown, „Гилдия и компания на търговците авантюристи за откриване на незнайни области, владения, острови и места“), основана през 1551 година от Ричард Чанселър, Себастиян Кабот и сър Хю Уилоуби, които решават да търсят Североизточен морски път към Китай.
Първата експедиция на Компанията на търговците авантюристи е водена от Хю Уилоуби, който е избран заради лидерските си умения, въпреки че няма опит в мореплаването. Ричард Чанселър е навигатор на флота от три кораба, който потегля от Лондон на 10 май 1553 г. Край островите Лофотен експедицията попада в буря и корабът на Чанселър се отделя от другите два.
Хю Уилоуби с двата си кораба успява да пресече Баренцево море и достига до Нова земя. Той плава известно време по нейното крайбрежие, след което тръгва обратно към Скандинавия. При устието на река Арзина, край днешния Мурманск, корабите са блокирани от леда. Уилоуби и екипажът му не са подготвени за студа и след няколко отчаяни опита да намерят помощ те умират от студ в суровата северна зима. На следващата година корабът, пълен със замръзнали тела, е открит от руски рибари.
Ричард Чанселър има по-голям късмет. Той прониква в Бяло море, където местните рибари са впечатлени от размерите на кораба му. Той достига до пристанището Холмогори на река Северна Двина, близо до днешния Архангелск, който е основан през 1584, за да обслужва нарастващата търговия на Московската компания. Тази област е присъединена към Московската държава и, когато цар Иван Грозни научава за пристигането на Чанселър, той незабавно му изпраща покана да посети двора му в Москва.
Ричард Чанселър изминава пътя от близо 1000 километра до Москва през покритата със сняг и лед страна. Москва му се вижда много по-голяма от Лондон и примитивно построена, повечето сгради са дървени. Въпреки това дворецът на царя е много луксозен, както и вечерите, на които присъства.
Иван Грозни се радва да установи морски търговски път към Англия и други страни, тъй като по това време Русия няма достъп до Балтийско море и регионът се оспорва между съседните сили Жечпосполита и Швеция. Освен това Ханзата разполага с практически монопол върху търговията между Русия и Централна Европа. Ричард Чанселър също е оптимист, тъй като открива добър пазар за английската вълна и получава в замяна кожи и други руски стоки. При завръщането си в Англия през 1554 година той носи писма от царя, с покани към британските търговци и обещания за търговски привилегии.

## Развитие
Компанията на търговците авантюристи променя името си на Московска компания и през 1555 година Ричард Чанселър отново заминава за Русия. Компанията започва да служи за дипломатическа връзка между Русия и Англия, като е особено важна за лишената дотогава от излаз на море руска държава. Когато Чанселър заминава обратно за Англия през 1556 година, той е придружаван от първия руски посланик, Осип Непея. Близо до шотландския бряг корабът им попада в буря и претърпява корабокрушение. Чанселър загива, а Непея успява да достигне брега, но е пленен от шотландците, които го пускат да замине за Лондон едва след няколко месеца.
Ричард Чанселър е наследен начело на Московската компания от Антъни Дженкинсън, който лично прави две важни пътешествия. При едното се опитва да достигне Китай по суша от Москва, като е принуден да спре чак в Бухара. При другото, между 1562 и 1579 година, успява да създаде търговски път през Русия до Иран. Малко след смъртта на Чанселър е направен и нов опит за изследване на Североизточния морски път. Кораби, водени от Стивън Бъроу успяват да преминат протока между Нова земя и Вайгач.
През 1567 година, когато Русия е в тежко положение по време на Ливонската война, Иван Грозни иска от Антъни Дженкинсън да проучи възможностите за брак с кралица Елизабет I, което би му дало убежище, в случай, че е принуден да напусне страната. Преговорите не дават резултат, а Иван Грозни скоро е принуден да подпише примирие с Жечпосполита.
През 1646 година английските търговци са изгонени от Русия, но търговията е възобновена след реставрацията при Чарлз II през 1660 година. До 1698 година Московската компания се ползва със значителни привилегии и с монопол над английската търговия с Русия. След това значението на Компанията намалява, но тя продължава да функционира до Руската революция от 1917 година.